# Padangpsyche batakorum
Padangpsyche batakorum är en nattsländeart som beskrevs av Malicky 1993. Padangpsyche batakorum ingår i släktet Padangpsyche och familjen tunnelnattsländor. Inga underarter finns listade i Catalogue of Life.